# Kaplica Matki Boskiej Śnieżnej (Belgrano II)
Kaplica Matki Boskiej Śnieżnej (hiszp. Capilla de Nuestra Señora de las Nieves) – rzymskokatolicka kaplica położona na Antarktydzie, w pobliżu całorocznej argentyńskiej bazy polarnej Belgrano II. Jest najbardziej wysuniętą na południe świątynią na świecie, leży około 1300 km od bieguna południowego. Kaplica nie jest budynkiem, została wydrążona w lodzie. W systemie tuneli znajduje się też muzeum i magazyn.